# Antipodeans
Gli Antipodeans sono stati un gruppo di artisti moderni australiani che asserirono l'importanza dell'arte figurativa, e protestarono contro l'Espressionismo astratto. Hanno organizzato una singola mostra a Melbourne durante l'agosto del 1959.

## Storia
Il gruppo degli Antipodeans consisteva in sette pittori moderni e uno storico dell'arte, di nome Bernard Smith, che compilò il The Antipodean Manifesto, una dichiarazione formata dai commenti degli artisti come saggio di catalogo per accompagnare la loro esposizione.